# Amerikai Szamoa címere

Amerikai Szamoa címere

Amerikai Szamoa címere egy fekete-fehér színű korong, rajta tradicionális, helyi jelképekkel. A légycsapó a bölcsességet, a bot (To’oto’o) pedig a hatalmat jelképezi. Mindkét jelkép a törzsfőnökök rangját jelképezi. A tál (Tanoa) a törzsfők szolgálatát szimbolizálja. A korong alján a terület mottója olvasható: „Samoa Ia Muamua Le Atua” (Szamoa, engedd, hogy Isten legyen az első). 